# Vochysia lanceolata
Vochysia lanceolata là một loài thực vật có hoa trong họ Vochysiaceae. Loài này được Stafleu miêu tả khoa học đầu tiên năm 1955.